# (11051) Racine
(11051) Racine (1990 VH12) – planetoida z pasa głównego asteroid okrążająca Słońce w ciągu 5,29 lat w średniej odległości 3,03 j.a. Odkryta 15 listopada 1990 roku.